# JAC Refine S7
La JAC Refine S7 (chiamata anche JAC T80 in America Latina) è un'autovettura di tipo crossover SUV prodotta dalla casa automobilistica cinese JAC Motors dal 2017.

## Storia
La Refine S7 è il modello di Sport Utility Vehicle della gamma Refine più grande e disponibile con abitacolo a cinque e sette posti. È stato sviluppato nell’ambito del progetto T80 durato 3 anni con il design frutto del centro stile JAC Design Italy di Torino. Il telaio di base è quello della berlina JAC A60 allungato nel passo e utilizza lo schema con trazione anteriore, monoscocca mista in acciai alto-resistenziali e acciai a deformazione programmata e sospensioni anteriori a ruote indipendenti con schema McPherson e posteriori indipendenti a schema Multilink con barra stabilizzatrice. La presentazione è avvenuta nell’aprile 2017 al salone dell’auto di Shanghai e la produzione è partita nell’estate dello stesso anno.
La gamma motori si compone di due propulsori a benzina da 1.5 litri e 2.0 litri entrambi quattro cilindri con fasatura variabile VVT, iniezione diretta e turbocompressore Garrett eroganti 175 e 190 cavalli. Il cambio è un manuale a 6 rapporti oppure un automatico Getrag a doppia frizione a 6 rapporti. Tutti i modelli dispongono di serie di sei airbag, controllo di stabilità e trazione, freno di stazionamento elettrico con blocco partenze in salita e sensori di pressione pneumatici.
In Sud America la vettura viene venduta semplicemente come JAC T80 con un motore 1.5 quattro cilindri Turbo flexy fuel in grado di funzionare sia a benzina che ad etanolo (erogante 180 cavalli).
In Messico la vettura viene venduta come JAC Sei 7 e viene assemblata in complete knock down dalla Giant Motors nello stabilimento di Ciudad Sahagún con scocche importate dalla Cina.
Nel 2020 la JAC ha presentato l’erede della S7 denominata Sol X7, la vettura non è altro che un restyling completo della Refine S7 con esterni ed interni ridisegnati ma conserva gli stessi lamierati e le motorizzazioni.